# Johannes Schraps

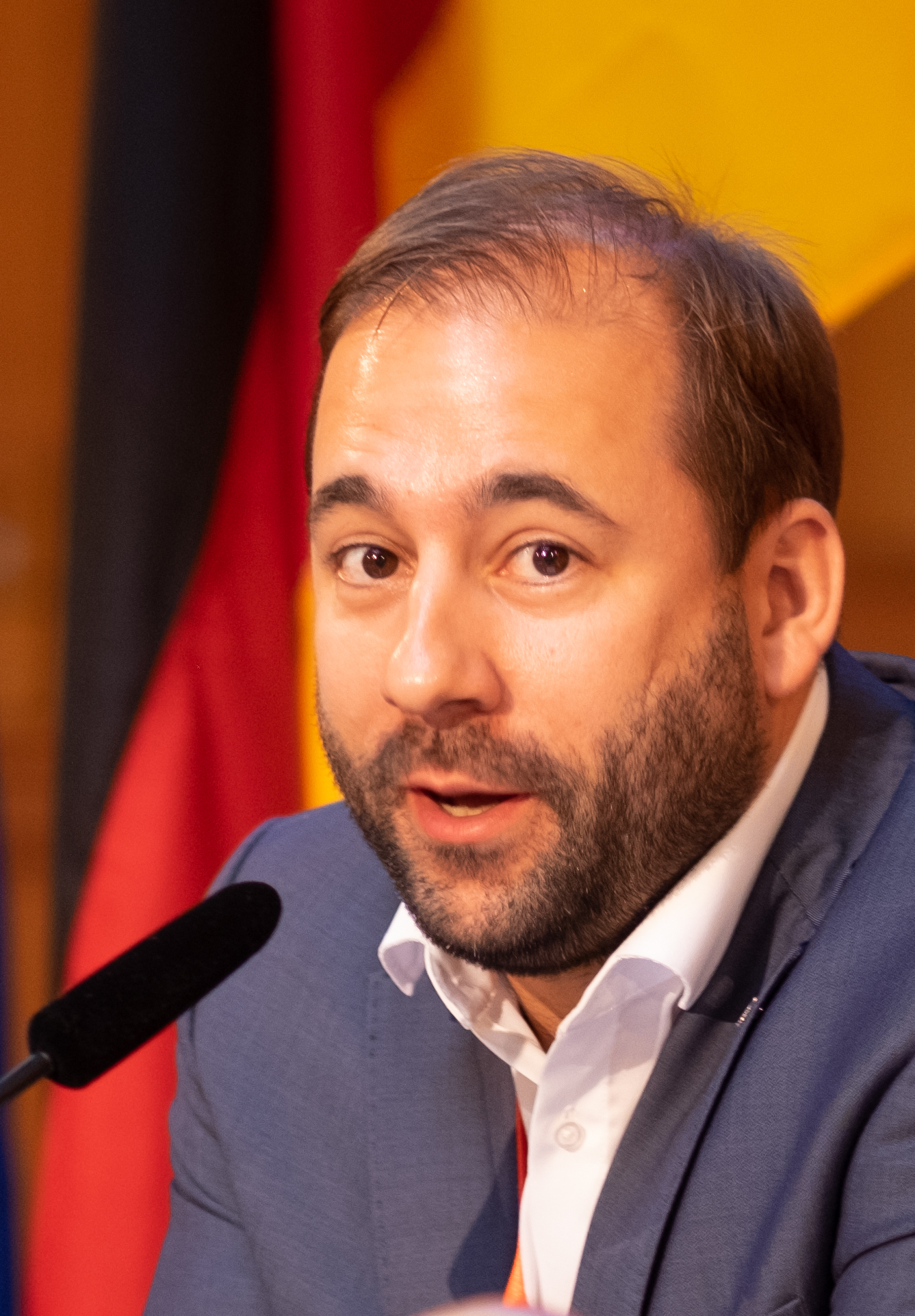
Johannes Schraps 2022

Johannes Schraps (nascido em 17 de agosto de 1983) é um político alemão. Nascido em Bad Pyrmont, Baixa Saxónia, ele representa o SPD. Johannes Schraps é membro do Bundestag do estado da Baixa Saxónia desde 2017.

## Vida
Ele tornou-se membro do bundestag após as eleições federais alemãs de 2017. É membro da Comissão dos Assuntos da União Europeia.